# 멕시코만

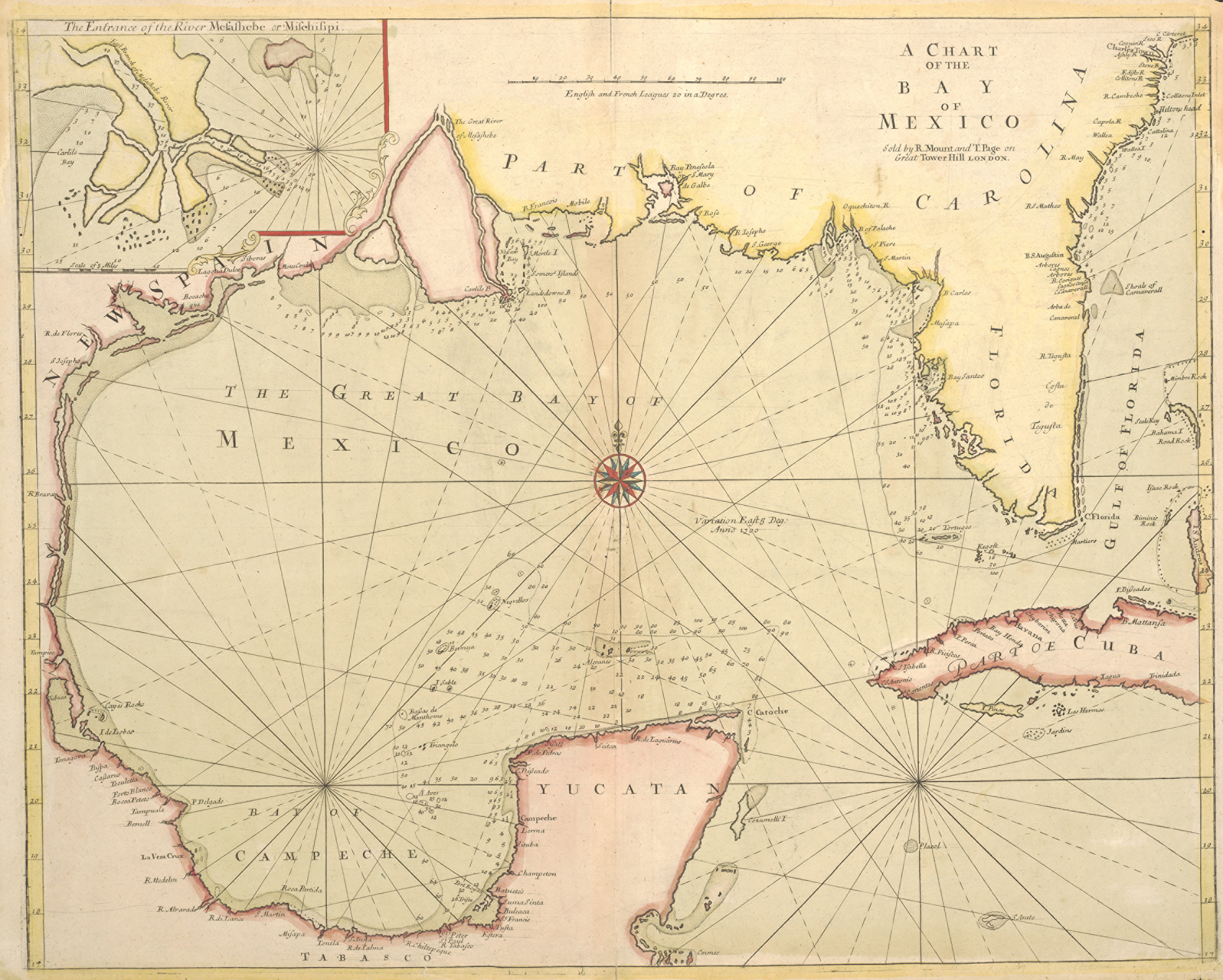
'대멕시코만' (the Great Bay of Mexico)으로 표기한 1700년 잉글랜드 지도. 노란 영역은 당시 잉글랜드, 붉은 영역은 스페인의 식민지였다.

멕시코만(영어: Gulf of Mexico, 스페인어: Golfo de México, 문화어: 메히꼬만)은 북아메리카로 둘러싸인 대서양의 바다를 말한다. 동쪽, 북쪽, 북서쪽은 미국의 걸프 연안 (텍사스주, 루이지애나주, 미시시피주, 앨라배마주, 플로리다주), 남서쪽과 남쪽은 멕시코의 서부 연안 (타마울리파스주, 베라크루스주, 타바스코주, 캄페체주, 유카탄주, 킨타나로오주), 남동쪽은 쿠바와 접한다.
멕시코만은 판구조론의 결과로 지금으로부터 약 300만 년 전에 형성되었다. 멕시코만 분지는 타원형에 가까우며 폭은 1,500km 규모에 달한다. 밑바닥은 퇴적암과 퇴적물로 이루어져 있다. 미국과 쿠바 사이의 플로리다 해협을 통해 대서양과 연결되며, 멕시코와 쿠바 사이의 유카탄 해협을 통해 카리브해와 연결된다. 그러나 대서양과 연결되는 입구가 좁은 관계로 걸프만 내 조수간만의 차는 매우 작은 편이다.
멕시코만의 넓이는 약 160만 km²에 달한다. 이들 가운데 절반 가까이 되는 면적이 얕은 대륙붕 해역으로 이루어져 있다. 해역의 해수량은 약 240만 km³에 달한다. 멕시코만은 세계적인 해저 석유 생산지로서 미국 전체 석유 생산량의 14%를 차지하고 있다. 멕시코만의 수분 역시 미국 전역의 기후에 영향을 끼치며, 토네이도 앨리의 발생원인 중 하나로 작용하고 있다.

## 명칭
'멕시코만'이라는 명칭 자체는, 공해의 일반 명칭에 대한 공식적인 국제 의정서는 존재하지 않는 가운데, 국제수로기구에서 국제 해역 명칭의 표준목록에서 정식으로 인정한 명칭이다. 국제수로기구는 멕시코만에 인접한 3개국 모두를 회원국으로 인정하고 있다.
멕시코만의 명칭은 아스텍에서 쓰던 언어인 나후아틀어 단어 '멕시카'에서 유래하였다. 다만 아스텍 종교에서는 바다의 신 '찰치우틀리우에'의 집이라는 뜻에서 '찰치우틀리쿠에예카틀' (Chalchiuhtlicueyecatl)이라는 명칭으로 불렸다. 또 호수와 같이 내륙에 있는 유한한 수역과는 달리, 바다가 수평선 너머로 하늘과 합쳐질 것이라고 믿었던 아스텍인들은 '하늘물'이라는 뜻에서 '일후이카틀' (ilhuicaatl)이라고도 했다. 마야 문명에서는 멕시코만을 주요 무역로로 사용하였으며 '큰 물'이라는 뜻의 '나하'(nahá)라고 불렀다는 설이 제기되고 있다. 16세기 이래 멕시코에 진출한 유럽인들도 다른 수역처럼 멕시코-테노치티틀란의 이름을 따왔는데 이는 그들 입장에서 멕시코만을 건너야 목적지에 도달할 수 있었기 때문이었다.
16세기 초에 제작된 후안 데 라 코사의 지도와 마르틴 발트제뮐러의 지도에서는 만 자체는 그려져 있으나 이름은 표기하지 않았다. 1584년 아브라함 오르텔리우스의 지도에서는 '북쪽 바다' (Mare de Nort)로 표기하였다. 에르난 코르테스 역시 원정 과정에서 '북쪽 바다' (Mar del Norte)라고 칭하였고, 다른 스페인 탐험가들은 '플로리다만'(Golfo de Florida), '코르테스만'(Golfo de Cortés) 등으로 칭했다. 이밖에 당대 유럽 지도에서는 '성 미카엘 만' (Sinus S. Michaelis), '유카탄만'(Golfo de Iucatan), '유카탄해'(Mare Iuchatanicum), '대(大) 안틸레스만'(Sinus Magnus Antillarum), '캐세이해'(Mare Cathaynum), '누에바에스파냐만' (Golfo de Nueva España) 등으로 칭했다. 이 당시 스페인령 누에바에스파냐는 오늘날 미국 남동부에 이르기까지 확장되어 만 주변을 둘러싸고 있었다.
'멕시코만'(스페인어: golfo de México / 프랑스어: golfe du Mexique)이라는 명칭은 1550년 세계지도에 처음 등장하였으며 문헌상으로는 1552년 기록에서 처음으로 발견된다. 17세기 중반 이후로는 이 해역을 일컫는 가장 보편적인 명칭이 되었으며, 이 시기에도 스페인의 해역으로 여겨지고 있었다. 18세기에는 스페인 해군에서 사용한 해도에 멕시코만을 'Ensenada Mexicana'로 표기한 사례도 발견된다. 멕시코 독립 전쟁 이후에도 멕시코의 연안경계는 오늘날 미국의 루이지애나주 일대까지 뻗어 있었으며 이는 1836년 텍사스 공화국이 멕시코로부터 독립할 때까지 이어졌다.

### 미국의 아메리카만 명명 시도

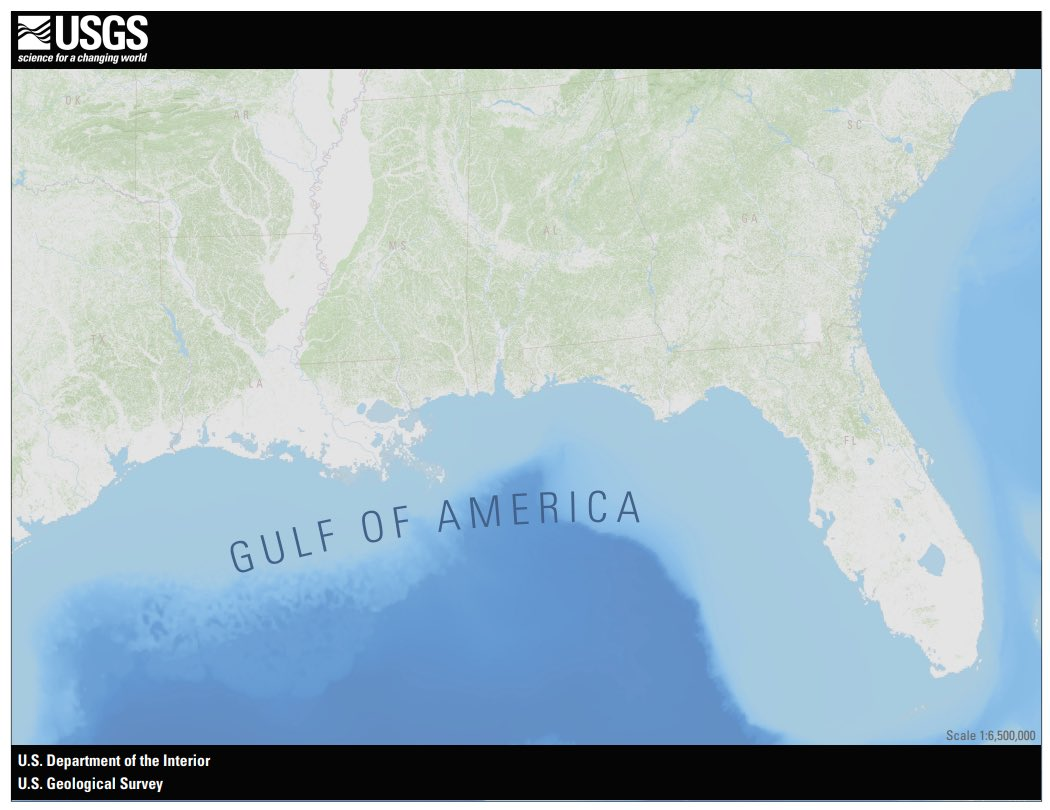
2025년 2월 '아메리카만' (Gulf of America)을 표기한 미국 지질조사국의 지도

2025년 1월 20일 도널드 트럼프 미국 대통령은 '멕시코 및 쿠바와의 해상경계까지 이어지는' 미국 대륙붕 해역을 '아메리카만' (Gulf of America)로 명명할 것을 내무장관에 지시하는 내용의 행정명령 제14172호에 서명하였다. 아메리카만이라는 명칭은 2010년 콜버트 보고서와 2012년 미시시피 주의원 스티브 홀랜드의 법안을 비롯하여 풍자격으로 사용된 적은 있었으나 정부 차원에서 실현된 것은 이번이 처음이다. 1월 24일 미국 내무부는 '아메리카만'이라는 명칭이 미 연방기관 내에서만 유효하며, 외교적인 사안에서는 명칭 변경이 적용되지 않는다는 입장을 밝혔다.
트럼프 대통령과 연방정부의 결정에 대해 미국 국내외의 국가기관과 언론들도 대응에 나섰다. 데일리 텔레그라프 지는 해당 해역의 명칭은 보편적인 사용례가 우선할 것이라는 입장을 밝혔고, 인디펜던트 지는 멕시코만이 유엔에서 승인한 명칭이라는 보도를 내놓았다. AP통신 역시 보도자료를 전세계에 배포되는 입장에서 세계인에게 인정받는 글로벌 통신사로서 기존 명칭을 계속 사용하겠는 입장을 밝혔다. 이에 2월 11일 백악관은 AP통신의 행사 출입을 금지하였으며, 2월 14일에는 AP통신 소속 기자의 백악관 집무실과 에어 포스 원 출입 무기한 금지 조치를 내렸다.  한편 2025년 2월 10일 구글 지도에서는 기기 위치 설정에 따라 명칭을 다르게 표기하여, 미국에서는 '아메리카만', 멕시코에서는 '멕시코만' 단독 표기를 하도록 하고 나머지 전세계 국가에서는 두 명칭을 모두 표기토록 하였다. 이러한 사항은 애플 지도와 빙 지도 역시 똑같이 적용되었다.

## 같이 보기
- 동해의 이름에 대한 논쟁